# Migration (film)
Pour les articles homonymes, voir Migration.
Pour plus de détails, voir Fiche technique et Distribution.
Migration est un film d'animation franco-canado-américain réalisé par Benjamin Renner et Guylo Homsy, sorti le 6 décembre 2023.
Le film met en scène Mack qui est le père de la famille Mallard de canards colvert très protecteur, vivant dans une petite mare de la Nouvelle-Angleterre. Mais sa femme Pam voudrait changer ses habitudes et faire découvrir le monde à leurs deux enfants Dax et Gwen. Quand la famille accueille un temps une famille de canards migrateurs, Pam saute sur l'occasion et persuade son mari de les suivre en Jamaïque, mais sans savoir qu'ils se retrouveront à New York.
Le film est un succès dès le premier jour de sa sortie et se classe à la première place du box-office français en obtenant d’excellentes critiques,,. La musique composée par John Powell est nommée aux Golden Globes.

## Synopsis
Dans une forêt de la Nouvelle-Angleterre se trouve une famille de canards colvert composée du père poule Mack, de la mère aventureuse Pam, du fils motivé Dax et de la fille craintive Gwen. Mack décourage constamment sa famille à travers des histoires pour les dissuader de ne pas s'aventurer au-delà de l'étang dans lequel ils vivent en disant également qu'ils ont tous ce qu'il leur faut, au grand dam de Pam et de ses enfants. Un jour, ils rencontrent une volée de canards migrateurs dont Dax et leur fille Kim sont presque amoureux, qui font une halte dans leurs étangs avant qu’ils ne reprennent leur route vers le sud vers la Jamaïque, ce que Pam, Dax et Gwen trouvent intéressant, mais Mack refuse d’y aller et leur ordonne de rester. Pam dit à Mack qu'il doit ouvrir les yeux sur le monde en dehors de lui. Ce soir-là, Mack parle à son vieil oncle Dan, qui, comme Mack, ne veut pas quitter l'étang. Cependant, Mack réalise à travers les paroles de Dan qu’il a une attitude anti-aventure et décide de faire migrer sa famille, avec Dan refusant d'abord de venir jusqu’à ce que Gwen le supplie en lui faisant les yeux doux. Cependant, ils se trompent de chemin et ils finissent par se diriger vers le nord plutôt que vers le sud.
Pendant une tempête de pluie, ils se réfugient dans un marais sous une promenade, où ils rencontrent une héron âgée folle nommée Erin, qui les amène à sa cabane pour passer la nuit avec elle et son mari Harry. Malgré leur disposition effrayante, les hérons prouvent leurs bonnes intentions en sauvant Dax et Gwen d'un poisson-chat. Après leur départ le lendemain, les colverts commencent à s'amuser dans les nuages. Cependant, ils se retrouvent bientôt à New York où Dan s'égare et finit par mettre les canards en difficulté avec un gang de pigeons, dirigé par la Cruche. Après que Pam eut arrangé un compromis avec les pigeons, ce qui touche leurs cheffe, la Cruche décide de les aider. Elle les conduit à son ami, Delroy le perroquet, qui vient de Jamaïque, mais qui est piégé dans une cage par Taiyee, un chef cuisinier humain cruel et psychopathe expert en Canard à l'orange.
Voulant libérer Delroy, Mack et Pam s'infiltrent dans le restaurant où le chef Taiyee travaille pour récupérer la clé de sa cage mais se font presque égorger. Après avoir échappé aux humains par une danse de salsa, ils parviennent à avoir la clé et à libérer Delroy, qui les guide avec gratitude en Jamaïque. En s'arrêtant pour une envie pressante, Mack trouve bientôt une entrée dans un paradis plein de canards. Les colverts et Delroy commencent à s'amuser, mais Dax découvre bientôt que la ferme est le fournisseur en canards pour le restaurant de Taiyee et il tente de dissuader le troupeau de canards de ne pas le suivre. En train de sauver les canards, Dax est agrippé par Taiyee qui est sur le point de le poignarder à la gorge mais Mack attaque Taiyee et ils réussissent à s'enfuir à temps, bien que Dax ait perdu la plupart de ses plumes en essayant d'échapper à Taiyee.
Les oiseaux s'arrêtent pour se reposer dans une station balnéaire, où Mack gronde sévèrement Dax pour son insouciance car il ne voulait pas qu'il l'aide, à la grande tristesse de ce dernier qui ne lui parle plus. Bientôt, Taiyee retrouve les oiseaux par hélicoptère et parvient à les capturer dans un filet, à l'exception de Dax et Gwen qui se sont cachés. À l'intérieur, Taiyee prévoit de tuer Mack et Pam en premier pour avoir ruiné son plat accidentellement, incitant Pam à céder au désespoir, seulement pour que Mack lui remonte le moral. Ils parviennent à appuyer sur un bouton de relâchement pour sauver les oiseaux, et lorsque Taiyee essaie de les arrêter, il se fait prendre dans le filet. Cependant, Mack et Pam sont toujours piégés dans leur cage, mais sont sauvés par Gwen et Dax, qui utilise certaines des plumes de Delroy pour voler.
Finalement, les oiseaux arrivent en Jamaïque, où les colverts sauvages se réunissent avec la famille des canards. Au printemps, la famille de colverts décide d’aider un groupe de manchots à rentrer chez eux au pôle Sud après avoir convaincu Dan en lui faisant les yeux doux.

## Fiche technique
- Titre original et français : Migration
- Réalisation : Benjamin Renner
  - Co-réalisation : Guylo Homsy
- Scénario : Mike White
- Musique : John Powell
- Montage : Claire Dodgson
- Production : Janet Healy, Chris Meledandri, Chris Renaud
- Société de production : Illumination Entertainment
- Société de distribution : Universal Pictures
- Pays de production :  États-Unis,  Canada,  France
- Langue originale : anglais
- Format : Couleur - 2,39:1 - son Dolby Digital / DTS / Dolby Surround 7.1 / Dolby Atmos / SDDS / Auro 11.1 (en)
- Durée : 82 minutes
- Genre : Animation, comédie, aventures
- Dates de sortie : 
  - France : 6 décembre 2023[6], 17 avril 2024 (DVD et Blu-ray)
  - États-Unis et Québec : 22 décembre 2023

## Distribution

### Voix originales
- Kumail Nanjiani : Mack, le père colvert
- Elizabeth Banks : Pam, la mère colvert
- Caspar Jennings : Dax, le fils ado de la famille colvert
- Tresi Gazal : Gwen, la petite dernière de la famille colvert
- Danny DeVito : uncle Dan
- Carol Kane : Erin, l'héronne
- Awkwafina :  Chump, la cheffe de gang de pigeons à New York
- Keegan-Michael Key : Delroy, le perroquet jamaïcain
- David Mitchell : Googoo, le chef yogique d'une ferme
- Ken Jeong : le chef cuisinier

### Voix françaises
- Pio Marmaï : Mack, le père colvert
- Laure Calamy : Pam, la mère colvert
- Simon Faliu : Dax, le fils ado de la famille colvert
- Pia Gimenez-Bonfils : Gwen, la petite dernière de la famille colvert
- Patrick Raynal : oncle Dan
- Dominique Frot : Erin, l'héronne
- Olivia Dalric : la Cruche (VO : Chump)
- Waly Dia : Delroy, le perroquet jamaïcain
- Nicolas Marié : Googoo, le chef yogique d'une ferme
- Boris Rehlinger : le chef cuisinier
- Manon Grange : Kim

### Voix québécoises
- Alexandre Fortin : Mack
- Viviane Pacal : Pam
- Noé-Henri Rouillard : Dax
- Marianne Chénier : Gwen
- Manuel Tadros : oncle Dan
- Johanne Garneau : Erin
- Pascale Montreuil : Champion (VO : Chump)
- Fayolle Jean Jr. : Delroy
- François Sasseville : le chef cuisinier

## Production
En février 2022, Illumination Entertainment annonce un film intitulé Migration, réalisé par Benjamin Renner (assisté de Guylo Homsy) et Mike White comme scénariste. Benjamin Renner avait déjà réalisé les films d'animation Ernest et Célestine (2012) et Le Grand Méchant Renard et autres contes... (2017) et était déjà un nom familier chez Illumination Studios Paris. Le chef d'Illumination et producteur de films Chris Meledandri embauche Benjamin Renner pour diriger le premier projet original du studio depuis 2016 en raison de sa sensibilité cinématographique.
Benjamin Renner est chargé d'adapter son style de dessin minimaliste des films précédents pour un film d'animation par ordinateur qui nécessite que les arrière-plans soient entièrement visualisés et rendus au lieu d'être suggérés. Il avait précédemment conçu les visuels du film d'animation Gus (2015). Pour Migration, Benjamin Renner a expliqué qu'il s'est inspiré d'animaux naturellement expressifs dans la nature pour créer des personnages qui ont des caractéristiques distinctement expressives dans leurs conceptions. Il a également noté que le ton du film deviendrait de plus en plus tendu au fur et à mesure que l'histoire progresserait.
Le 26 avril 2023, Kumail Nanjiani, Elizabeth Banks, Keegan-Michael Key, Awkwafina, Danny DeVito, Caspar Jennings, Tresi Gazal, David Mitchell et Carol Kane sont annoncés pour prêter leurs voix à des personnages du film.

### Musique
Le 18 juin 2023, il est annoncé que John Powell composera la musique du film. Il avait déjà collaboré avec Illumination pour Le Lorax (2012).
La bande originale inclut également une reprise bilingue (espagnol/anglais) de Survivor des Destiny's Child par Mon Laferte.
La version japonaise utilise « Tsuki e Ikou » (Allons sur la Lune) de Macaroni Enpitsu comme chanson thème.

## Box office
Le film est un succès, se classe à 1ere place du box office français le jour de sa sortie et obtient d’excellentes critiques,,.

## Distinctions
La musique est nommée aux Golden Globes.